# Jadi Sepakat
Jadi Sepakat is een bestuurslaag in het regentschap Bener Meriah van de provincie Atjeh, Indonesië. Jadi Sepakat telt 364 inwoners (volkstelling 2010).